# Карабетовка
Карабетовка (рум. Carabetovca) — село в Молдові в Бессарабському районі. Утворює окрему комуну. Знаходиться на відстані 2 км від кордону з Україною.
Згідно з переписом населення 2004 року у селі проживають переважно молдовани (майже 98%).